# Copestylum obliquicorne
Copestylum obliquicorne är en tvåvingeart som först beskrevs av Charles Howard Curran 1939.  Copestylum obliquicorne ingår i släktet Copestylum och familjen blomflugor.
Artens utbredningsområde är Guyana. Inga underarter finns listade i Catalogue of Life.